# یکه و تنها
یکه و تنها (انگلیسی: Out on a Limb) یک فیلم کمدی به کارگردانی فرانسیس وبر است که در سال ۱۹۹۲ منتشر شد. این فیلم در مجموع با بازخوردهای منفی منتقدان مواجه شد.

## بازیگران
- متیو برودریک
- جفری جونز
- جان سی ریلی
- لری هانکین
- هایدی کلینگ
- مایکل مانکز
- کرتنی پلدن